# Saint-Martin-Cantalès
Pour les articles homonymes, voir Saint-Martin.
Saint-Martin-Cantalès est une commune française située dans le département du Cantal en région Auvergne-Rhône-Alpes.

## Géographie

### Localisation
Saint-Martin-Cantalès est bordée au nord par la Maronne, à l'ouest par son affluent l'Etze, et au sud par la Bertrande, affluent de l'Etze.
| Pleaux |                       | Besse                    |
|        | Saint-Martin-Cantalès | Saint-Cirgues-de-Malbert |
| Arnac  | saint-Illide          |                          |

### Géologie et relief
Saint-Martin-Cantalès, entre les gorges de la Maronne et de la Bertrande, repose sur un sol schisteux partiellement recouvert d'une coulée volcanique. L'activité y est essentiellement agricole : élevage (production de viande et de lait).

### Hameaux et lieux-dits
Outre le bourg, le territoire de la commune comprend plusieurs hameaux et lieux-dits : Chablat (maison la plus ancienne de la commune), Chantal Péricot (belle maison auvergnate), le Chaux (vue sur le lac), Espont (village noyé), Chantal Lavialle, le Mont (belle maison auvergnate restaurée après incendie), la Rivière Haute, la Rivière Basse, le Four, les Bardetties, Quinze fons, le Bac (belle restauration), le Moulin des treize vents (pisciculture), le Vert (étang privé), Miche, Soulage, Laroumeix, Sept Fons, le Puech, le Tilleul, la Borderie, la Gane, Domal, Farges et Puy Malrieu.

### Climat
Pour des articles plus généraux, voir Climat d'Auvergne-Rhône-Alpes et Climat du Cantal.
En 2010, le climat de la commune est de type climat des marges montargnardes, selon une étude du CNRS s'appuyant sur une série de données couvrant la période 1971-2000. En 2020, Météo-France publie une typologie des climats de la France métropolitaine dans laquelle la commune est exposée à un climat de montagne ou de marges de montagne et est dans la région climatique Ouest et nord-ouest du Massif Central, caractérisée par une pluviométrie annuelle de 900 à 1 500 mm, maximale en automne et en hiver.
Pour la période 1971-2000, la température annuelle moyenne est de 10,1 °C, avec une amplitude thermique annuelle de 15,3 °C. Le cumul annuel moyen de précipitations est de 1 272 mm, avec 12,7 jours de précipitations en janvier et 8 jours en juillet. Pour la période 1991-2020, la température moyenne annuelle observée sur la station météorologique de Météo-France la plus proche, sur la commune de Marmanhac à 17 km à vol d'oiseau, est de 10,6 °C et le cumul annuel moyen de précipitations est de 1 461,7 mm,. Pour l'avenir, les paramètres climatiques de la commune estimés pour 2050 selon différents scénarios d'émission de gaz à effet de serre sont consultables sur un site dédié publié par Météo-France en novembre 2022.

## Urbanisme

### Typologie
Au 1er janvier 2024, Saint-Martin-Cantalès est catégorisée commune rurale à habitat très dispersé, selon la nouvelle grille communale de densité à 7 niveaux définie par l'Insee en 2022.
Elle est située hors unité urbaine. Par ailleurs la commune fait partie de l'aire d'attraction d'Aurillac, dont elle est une commune de la couronne,. Cette aire, qui regroupe 85 communes, est catégorisée dans les aires de 50 000 à moins de 200 000 habitants,.

### Occupation des sols
L'occupation des sols de la commune, telle qu'elle ressort de la base de données européenne d’occupation biophysique des sols Corine Land Cover (CLC), est marquée par l'importance des territoires agricoles (55,4 % en 2018), en augmentation par rapport à 1990 (51,6 %). La répartition détaillée en 2018 est la suivante : 
prairies (52,6 %), forêts (42,4 %), zones agricoles hétérogènes (2,8 %), eaux continentales (2,2 %). L'évolution de l’occupation des sols de la commune et de ses infrastructures peut être observée sur les différentes représentations cartographiques du territoire : la carte de Cassini (XVIIIe siècle), la carte d'état-major (1820-1866) et les cartes ou photos aériennes de l'IGN pour la période actuelle (1950 à aujourd'hui).

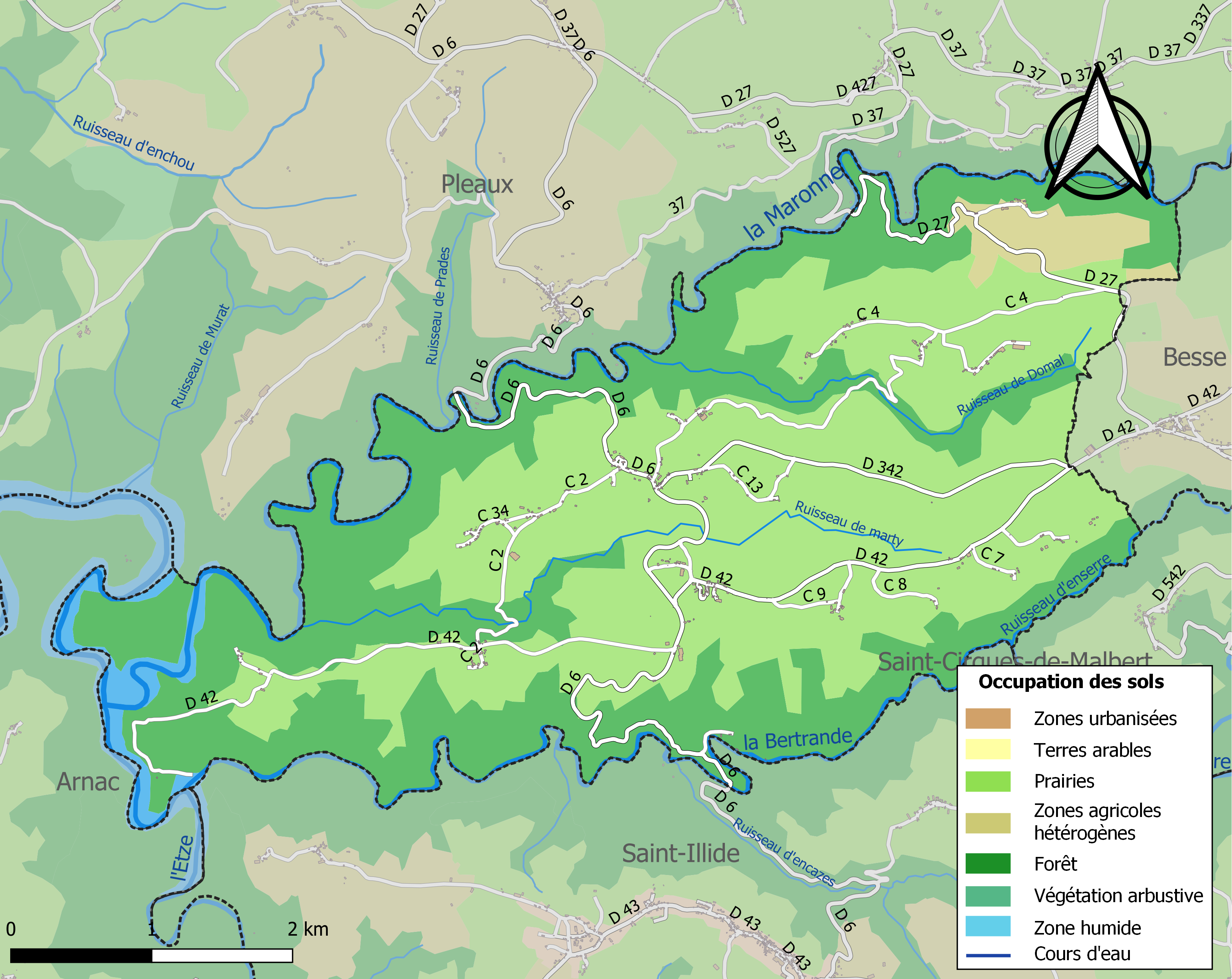
Carte des infrastructures et de l'occupation des sols de la commune en 2018 (CLC).

### Habitat et logement
En 2018, le nombre total de logements dans la commune était de 145, alors qu'il était de 138 en 2013 et de 146 en 2008.
Parmi ces logements, 49,7 % étaient des résidences principales, 40,7 % des résidences secondaires et 9,7 % des logements vacants. Ces logements étaient pour 95,2 % d'entre eux des maisons individuelles et pour 4,1 % des appartements.
Le tableau ci-dessous présente la typologie des logements à Saint-Martin-Cantalès en 2018 en comparaison avec celle du Cantal et de la France entière. Une caractéristique marquante du parc de logements est ainsi une proportion de résidences secondaires et logements occasionnels (40,7 %) supérieure à celle du département (20,4 %) et à celle de la France entière (9,7 %). Concernant le statut d'occupation de ces logements, 90,3 % des habitants de la commune sont propriétaires de leur logement (89,9 % en 2013), contre 70,4 % pour le Cantal et 57,5 pour la France entière.
| Typologie                                               | Saint-Martin-Cantalès | Cantal | France entière |
| ------------------------------------------------------- | --------------------- | ------ | -------------- |
| Résidences principales (en %)                           | 49,7                  | 67,7   | 82,1           |
| Résidences secondaires et logements occasionnels (en %) | 40,7                  | 20,4   | 9,7            |
| Logements vacants (en %)                                | 9,7                   | 11,9   | 8,2            |

## Toponymie
Les historiens notent que le nom du village a varié au cours des âges. On trouve ainsi dans les actes anciens depuis 1267 : Parochia Ecclesiae de Sancto Martino de Chantals, Parochia St Martini de Chantalès, Parochia St Martini de Cantalès, Sancti Martini de Chantalès, St Martin Mont Chantalès, St Martin de Cantalez, St Martin de Chantalez, Sancti Martini Montis Chantalesii, Saint Martin Montchantalès, Saint Martin Chantallès, Saint Martin Chantalex, Saint Martin Cantaleix et originalité révolutionnaire Gilbert Cantalès.
Belle démonstration d'une inconstance orthographique au fil des siècles mais aussi de la persistance du patronyme St Martin qu'on a aucune peine à interpréter. Que signifie Cantalès ? On sait que St Étienne et St Santin l'avaient aussi adopté très tôt.

## Histoire
En fait dès le Moyen Âge ces villages arboraient leur identité régionale (région du Cantalès) comme un fanion à la frontière entre la France et le Limousin. Le Limousin qui comprenait les cantons de Pleaux et de Laroquebrou, n'avait pas été annexé, et des troupes limousines faisaient de fréquentes incursions dans le Cantalès, malgré la présence d'un corps de troupes commandées par Géraud Comte d'Aurillac. Les Anglais qui allaient annexer le Limousin firent des incursions au-delà de la Maronne qui marquait la frontière, pour atteindre Aurillac avant d'en être refoulés.
Le XIIe siècle débute par une période de calme et de prospérité où se dissipent les luttes incessantes, meurtrières et destructrices entre les seigneurs locaux. Les Croisades exportent au loin les énergies guerrières, en même temps le joug à bœufs, l'araire et la technique des moulins à eau apparaissent et apportent aux cultures des rendements multipliés par 2 ou 3, les famines disparaissent, la mortalité diminue, la population s'accroît. Le clergé, en l'absence des seigneurs, prend une place prépondérante et contribue à un adoucissement des mœurs, une vague de spiritualité s'empare des esprits et sont entreprises dans toute la Haute Auvergne des constructions effrénés d'églises de facture exceptionnelles. Le style roman est à son apogée et donne des œuvres remarquables dans de nombreux village dont Saint Martin Cantalès avec sa splendide église.
La Parochia Saint Martinuï (autre orthographe) est très certainement occupée par les Anglais durant la guerre de Cent Ans (1338-1458). Ils y construisent, semble-t-il des maisons à Chablat et Espont. Le pont noyé du Rouffet est certainement leur œuvre.
Saint-Martin-Montchantalez possession royale : la reine Catherine de Médicis (1519-1589) qui a gouverné la France pendant plus de quarante ans et sous quatre royautés (Henri II, François II, Charles IX et Henri III) hérite de sa mère Madeleine de la Tour d'Auvergne épouse de Laurent de Médicis les terres de Saint-Martin-de-Montchantalez partie de la baronnie de La Tour. Elle les cède deux ans avant sa mort à son cousin François de Chabanes qui les transmet à ses descendants lesquels ne s'en déferont qu'en 1765 pour investir à Saint-Domingue.
Sous la Révolution française, au cours de la période révolutionnaire de la Convention nationale (1792-1795), la commune prend le nom de Gilbert-Cantalès.
Après la Révolution la commune reprend le nom de Saint-Martin-Cantaleix.
Avant le Second empire la commune n'a pas de route vers Pleaux et soufre de son isolement par rapport à son chef-lieu. En 1851 (date du plébiscite portant Louis Napoléon Bonaparte au pouvoir) des études sont entreprises pour la construction d'une route. Les palabres pour le choix du tracé durent 10 ans, à cause essentiellement de l'opposition de Saint-Christophe. Finalement en 1861 un pont est jeté sur la Maronne au lieu-dit Crozat grâce au propriétaire du lieu qui fournit le terrain et le bois pour la construction du pont.
Les anciens se souviennent qu'avec ses 500 âmes dans les années 1950, la commune était très animée : 65 élèves à l'école communale, une douzaine de commerçants et artisans dans le bourg : 3 cafés, 1 café - épicerie, 1 café-épicerie-couture, 1 magasin multiple très achalandé qui avait succédé à l'hôtel-restaurant Clamagirand, 1 menuisier, 1 menuisier-charron, un maréchal-ferrant (coiffeur à ses heures), un laitier-fromager, un boulanger dont l'épouse confectionnait, sur commande et à condition qu'on lui fournisse tissus et laine cardée, de superbes couvertures piquées, un service de voiture à volonté et de courrier reliant journellement la gare de Loupiac-Saint-Christophe, et deux fois par semaine Aurillac, et mettant à disposition une pompe à essence et de menus services de mécanique, un prêtre résident à St Christophe, une poste avec un receveur et 1 (ou 2 ?) facteur, 46 exploitations agricoles.
Aujourd'hui subsistent une vingtaine d'exploitations, mécanisées et n'employant pratiquement pas de salariés. Plus d'école ni de commerce (le dernier café-tabac-dépôt de pain-restaurant ayant fermé en [Quand ?]) mais une ouverture vers le tourisme : gîtes, chambres d'hôtes, terrain de camping aménagé en bordure de la retenue EDF près de l'ancien village d'Espont et plusieurs sentiers pédestres bien entretenus par une association très active qui attire de nombreux marcheurs.
Ces dernières années, signe d'un regain de vie, des maisons sont restaurées d'autres nouvellement construites, ce qui ne s'était pas produit, avec une telle ampleur, depuis la construction de la ligne du chemin de fer au XIXe siècle (des maisons du bourg et bien d'autres dans les villages ont été édifiées vers 1870). Ce sont des résidences secondaires mais aussi principales habitées par de jeunes exploitants agricoles (Le Bac, Chantal-Péricot, Chablat), des retraités retournant au pays et de nouveaux arrivants. La liaison avec Aurillac par la D 922 rectifiée et l'environnement préservé ne sont, très certainement, pas étrangers à ce renouveau.

## Politique et administration
| Période                                  | Période                       | Identité         | Étiquette | Qualité    |
| ---------------------------------------- | ----------------------------- | ---------------- | --------- | ---------- |
| Les données manquantes sont à compléter. |                               |                  |           |            |
| 1878                                     | 1888                          | Louis Peyret     |           |            |
| 1888                                     | 1900                          | Géraud Parlange  |           |            |
| 1935                                     |                               | Antoine Bergeron |           |            |
|                                          |                               | Paul Bergeron    |           |            |
| 1971                                     | 1977                          | Pierre Chanut    |           |            |
|                                          |                               | Jean Defargues   |           |            |
| 2001                                     | 2 octobre 2002                | René Sarda       |           |            |
| 2 octobre 2002                           | 4 avril 2014                  | Érik Castel      |           |            |
| 4 avril 2014                             | En cours (au 24 janvier 2015) | Claude Verdier   | DVD       | Professeur |

## Démographie
L'évolution du nombre d'habitants est connue à travers les recensements de la population effectués dans la commune depuis 1793. Pour les communes de moins de 10 000 habitants, une enquête de recensement portant sur toute la population est réalisée tous les cinq ans, les populations de référence des années intermédiaires étant quant à elles estimées par interpolation ou extrapolation. Pour la commune, le premier recensement exhaustif entrant dans le cadre du nouveau dispositif a été réalisé en 2007.

En 2022, la commune comptait 154 habitants, en évolution de +4,05 % par rapport à 2016 (Cantal : −1,08 %, France hors Mayotte : +2,11 %).
| 1793  | 1800 | 1806  | 1821  | 1831  | 1836  | 1841 | 1846  | 1851  |
| ----- | ---- | ----- | ----- | ----- | ----- | ---- | ----- | ----- |
| 1 120 | 623  | 1 464 | 1 197 | 1 175 | 1 202 | 981  | 1 067 | 1 057 |

| 1856 | 1861 | 1866 | 1872 | 1876 | 1881 | 1886 | 1891 | 1896 |
| ---- | ---- | ---- | ---- | ---- | ---- | ---- | ---- | ---- |
| 948  | 903  | 902  | 870  | 835  | 881  | 887  | 750  | 712  |

| 1901 | 1906 | 1911 | 1921 | 1926 | 1931 | 1936 | 1946 | 1954 |
| ---- | ---- | ---- | ---- | ---- | ---- | ---- | ---- | ---- |
| 682  | 668  | 611  | 506  | 505  | 467  | 541  | 513  | 424  |

| 1962 | 1968 | 1975 | 1982 | 1990 | 1999 | 2006 | 2007 | 2012 |
| ---- | ---- | ---- | ---- | ---- | ---- | ---- | ---- | ---- |
| 422  | 338  | 266  | 223  | 207  | 185  | 178  | 177  | 160  |

| 2017 | 2022 | - | - | - | - | - | - | - |
| ---- | ---- | - | - | - | - | - | - | - |
| 146  | 154  | - | - | - | - | - | - | - |

## Culture locale et patrimoine

### Lieux et monuments
- Église romane Saint-Martin

Comme pour la plupart des édifices du Roman auvergnat aucun élément fiable permet de dater sa construction avec précision. On peut seulement dire qu'elle est le fruit d'une folle période d'amour de la pierre, de prospérité et de spiritualité située au XIIe siècle où toutes les églises du Mauriacois sont simultanément édifiées. Période des croisades (c'est de Clermont qu'en 1095 le pape Urbain II lance la première croisade) et de toute-puissance du clergé. Maçons, tailleurs de pierres, sculpteurs, charpentiers, carriers, convoyeurs, simples paroissiens animent le pays d'une intense activité qui donne à l'archiprêtré de Mauriac la plus forte densité régionale d'églises romanes.
À l'origine elle ne comportait qu'une nef et un chœur. La nef qui n'a certainement jamais eu de voûte devait être couverte de chaume. Technique d'attente qui, comme dans plusieurs autres édifices (Salers...), perdura faute de moyens. (Cette technique fut également employée ailleurs pour suppléer à des effondrements de voûtes trop rapidement exécutées ou bâties avec des matériaux inappropriés).
En 1522 sous la baronnie de Laurent de Médicis et Madeleine de La Tour d'Auvergne (François Ier étant roi de France) sont édifiées les chapelles latérales.
En 1793, le clocher et sa flèche sont détruits sur ordre de l'Assemblée des Représentants. Il est reconstruit en 1805.
Le porche (classé à l'IMH) est une merveille de l'art roman, il n'a que très peu d'équivalent en Auvergne. C'est un témoin précieux du savoir faire des sculpteurs auvergnats du Moyen Âge. L'auvent, qui le protège mais ne le met pas en valeur a souvent été décrié, mais il était apprécié, les jours de mauvais temps, par les paroissiens, venus souvent de très loin, qui s'y abritaient pour échanger leurs papotages avant ou après l'office ; il protégeait également l'échange des anneaux par les mariés qui, jusqu'en 1614, se déroulait in facie ecclesiae en présence de témoins mais souvent sans le prêtre. Cet auvent était une constance des églises de Haute Auvergne mais il a souvent disparu à cause de la légèreté de sa construction et surtout de la vulnérabilité des piliers en bois. À Saint- Martin il a été maintenu grâce à des interventions répétées, les pilastres en bois autrefois ronds qui le soutiennent ont plusieurs fois été remplacés au cours des siècles (peu élégamment carrés la dernière fois à la fin du siècle dernier).
- Géologie de la Mémoire, œuvre de Guillaume Leblon] inaugurée en 2014 pour remplacer l'ancien monument aux morts, effondré en 2008.
- Le Manoir : édifié sous Louis XVI par François Lapeyre avocat à Aurillac sur les ruines du château de Saint Martin Cantalès que venait de racheter son père maître Pierre Lapeyre, notaire à Saint-Cirgues de Malbert, aux héritiers de Marguerite Pradel (famille de Barriac). Les pierres du vieux château du Bac, ayant appartenu à la famille de Turenne furent utilisées pour sa construction. Le manoir est resté propriété de la même famille pendant plus d'un siècle, jusqu'à sa vente par Anne Marie Delzons Portalès en 1909 à Pierre Capitaine qui le céda en 1933 (date à préciser) à l'abbé Arthur de la Roncière, vicaire à Paris, qui en fit une maison de repos. La sécurité sociale catholique, nouveau propriétaire, installa avant la guerre un centre de jeunesse puis à la Libération un groupe de sœurs qui œuvra pour les malades du village avant que le manoir soit cédé dans les années 1960 à monsieur Fialeix.
- Le Pont de Chantal : Le cadastre napoléonien de 1824 rend compte d'un tracé différent de celui d'aujourd'hui pour le chemin de Chablat à Chantal-Péricot. L'ancien chemin rouvert aux marcheurs en 2011 franchit le ruisseau de Marti plus en aval et passe au bord de l'eau entre les ruines d'un moulin et une petite retenue d'eau. En 1891, période de prospérité et de charroi accru, qui suivait l'arrivée du chemin de fer, la municipalité Parlange décida en raison de la déclivité trop forte du chemin et de l'état de vétusté de la passerelle la construction d'un pont en dur plus en amont. Ce pont trop étroit pour les engins modernes a été abandonné, moins de cent ans après sa mise en service, un simple passage busé plus en amont l'a remplacé. Le pont bien visible du nouveau franchissement montre une voute plein cintre de belle construction.
- La Croix de Chablat : En venant du bourg à la bifurcation des chemins de Chantal Péricot et du fond du village de Chablat se trouve une belle et curieuse croix en pierre à double face, d'un côté le Christ de l'autre la Vierge Marie.
- Les dalles du Presbytère : Le visiteur qui, sur la route traversant le village s'attarde devant le portail de l'ancienne cure remarque de curieuses dalles pourvues d'une croix, posées au sol les unes après les autres et suivant la pente de l'escalier. Que font-elles là, d'où proviennent-elles ?

En 1883, la municipalité Louis Peyret décide de transférer le cimetière saturé jouxtant l'église vers la route de Chablat. Toutefois ce cimetière est jugé aussitôt trop petit et l'on ne trouve pas la place pour y disposer les pierres tombales des anciens prêtres de la paroisse situées autour d'une grande croix au centre du cimetière. Le chanoine Mauriac les récupère et les place le long de la Cure. Il est à noter que ces pierres sont dépourvues de toute autre indication que la croix, signe d'humilité.
- L'arbre de la liberté : On a tous remarqué que les pièces de 1 et 2 € arborent sur leur face un arbre, l'arbre de la Liberté, symbole inauguré à Saint-Gaudent (Vienne) en 1790 et repris en masse au printemps 1792 par l'élan patriotique. Symboles de l'idéal révolutionnaire ces arbres, généralement des peupliers, furent plantés et ornés de toutes sortes de décorations dans la plupart des communes. Leur mise en place avait lieu en grande pompe et donnait lieu à des festivités populaires. Ils étaient vénérés et entretenus avec un soin religieux. Tout manquement à leur égard était un sacrilège durement réprimé. À Bédoin (Vaucluse) l'arrachage sacrilège d'un arbre donna lieu à l'exécution immédiate de soixante-trois personnes accusées de non-dénonciation des coupables, cinq cents maisons furent rasées et les terres agricoles stérilisées au sel. Dans toute la France de très nombreux profanateurs furent guillotinés. (Aujourd'hui on peut voir à Bédoin un monument à la mémoire des condamnés.)

À Saint-Martin, on ne sembla pas pressé d'appliquer les rappels à la plantation venus d'Aurillac, un arbre fut bien arraché dans un bois un après-midi, mais on ne fit pas preuve d'un zèle excessif, il était tard et on le stocka, en attente de plantation, dans l'église devenue magasin de débarras après la destruction du clocher. Certains « mauvais citoyens » espéraient que cette attente du futur symbole, racines nues, ne créerait pas des conditions favorables à sa reprise, mais des femmes, plus directives et pressées de forcer la nature, s'introduisirent la nuit dans l'église désaffectée et effeuillèrent le « symbole » couché à terre. Le lendemain on découvrit le forfait et plainte fut déposée à Mauriac. Certains, au courant des réactions de la justice en d'autres village craignirent le pire, mais il n'y eut heureusement pas de suite. Il est vrai que l'arbre n'avait pas encore été consacré. Il semblerait qu'il n'eut pas de remplaçant.
- L'énigme des cloches : le carillon de Saint-Martin fut très longtemps célèbre. Le dictionnaire du Cantal en fait mention et nous révèle que de date immémoriale est sonné un carillon unique et extraordinaire. Il se transmet de génération en génération un savoir faire pratique sans qu'aucune partition n'existe. Or en 1790 les cloches furent enlevées et on en perdit la trace, elles devaient aller à Mauriac pour y être fondues, elles n'atteignirent vraisemblablement jamais Mauriac puisque lorsque le chanoine Mauriac reçut en 1884 les nouvelles cloches fondues à Rodez il était encore en possession des anciennes en très mauvais état il est vrai. Où étaient elles passées après leur enlèvement qui les avait brutalisées, fêlures, cassures, gong arraché? Et le carillon dans tout ça, pouvait-il encore retentir dans sa pureté avec les nouvelles ruthénoises ? Non. C'est pourquoi le chanoine Mauriac érudit et fin musicologue s'acharna pendant de longues semaines à les limer avec acharnement afin de leur permettre de retentir avec un son digne du fameux carillon. De nos jours le carillon ne résonne plus, les cloches électrisées ont perdu leur mémoire.

Un espoir demeure, en effet Germaine Coulpied Sevestre musicienne virtuose descendante de la famille Sevestre de Chablat a repris le thème du carillon de Saint Martin dans une pièce intitulée « Les Cloches » incluse dans sa méthode d'apprentissage du piano.
- Le gouffre de la Monnaie : une légende raconte que les propriétaires du château situé sur le pic Saint-Julien, pressés par les pillards de déguerpir, précipitèrent leur trésor au fond du gouffre situé en contrebas dans la Maronne. La légende dit que les recherches pour le retrouver, par la suite, furent vaines à cause de tourbillons qui, à chaque tentative, emportèrent les plongeurs dans les fonds. Les enfants du village avaient interdiction de se baigner à cet endroit réputé très dangereux.